# 5 (број)
5 (пет) је број, нумерал и име глифа који представља тај број. То је природни број који следи после броја 4, а претходи броју 6.
СИ префикс за 105 пета (P), а за 10-5 фемто (f).

## У математици
Број 5 је прост број, трећи после 2 и 3.
Постоји тачно пет правилних полиедара.
Пет некомпланарних тачака једнозначно одређује конус.
Пет је једини прост број који се завршава цифром пет. Сви остали бројеви који у свом запису у декадном систему имају као цифру јединица пет су умношци броја пет.
У алгебри, све групе реда пет су просте.

### Хемија
- Атомски број хемијског елемента бора је 5.

## Остало
Постоји 5 светских океана (Тихи океан, Атлантски океан, Индијски океан, Северни ледени океан и Јужни океан).